# Septembre 1784

## Événements
.

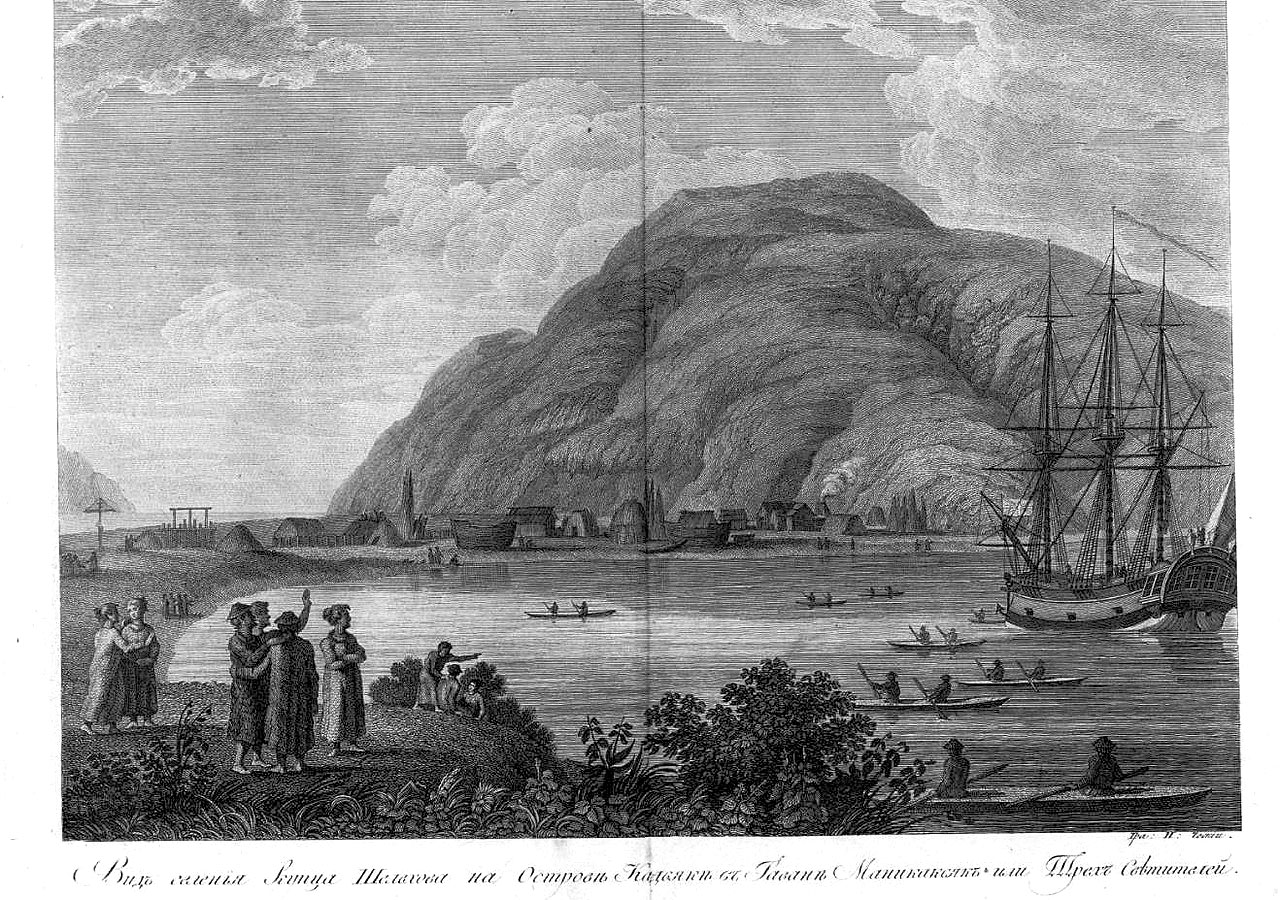
La colonie de Grigori Chelikhov sur l'île Kodiak

- 1er septembre : le méthodiste John Wesley rompt avec l'Anglicanisme[1].

- 22 septembre : Grigori Ivanovitch Chelikhov fonde la première colonie russe permanente du continent américain sur l'île Kodiak en Alaska[2].

- 23 septembre, France : Louis XVI signe la loi en vertu de laquelle les mouchoirs doivent être carrés.

## Naissances
- 4 septembre : Samuel Prioleau, avocat, magistrat et homme politique américain († 6 mai 1839).
- 20 septembre : Richard Griffith (mort en 1878), géologue irlandais.
- 22 septembre : Gérard Buzen, général et homme politique belge († 5 février 1842).
- 26 septembre : Christopher Hansteen (mort en 1873), astronome et physicien norvégien.

## Décès
- 1er septembre : Jean-François Séguier (né en 1703), astronome et botaniste français.
- 4 septembre : César-François Cassini (né en 1714), astronome français.
- 15 septembre : Nicolas-Bernard Lépicié, peintre français (° 16 juin 1735).